# Edith Soterius von Sachsenheim
Edith Jeanette Soterius von Sachsenheim (Barcaföldvár, 1887. december 26. – London, 1970. január 4.) erdélyi szász festőművésznő.
1887. december 26-án született, Barcaföldváron, az erdélyi szász nemesi Soterius von Sachsenheim család tagja, Arthur Soterius von Sachsenheim és Wilhelmina Gust lányaként. Már korán megmutatkozott művészi tehetsége a festészetben; szülei támogatták, hogy ezen a területen teremtsen karriert. Miután befejezett egy kétéves kurzust (1903-04) a Nagyszebeni Művészeti Főiskolán, apja angliai rokonokhoz vitte, ahol egy évet töltött (1904-05) angol tanulással valamint zongora és művészeti órákkal. A Nemzeti Galériától engedélyt kapott, hogy a múzeumi műveket lemásolja és itt kezdett érdeklődést mutatni Turner akvarelljei iránt, melyek korai műveire látható hatással voltak, csakúgy, mint később is, 1948 után. 1905 júliusában Edith a londoni Zeneakadémia zongoravizsgáján “megkülönböztető” elismerést kapott.

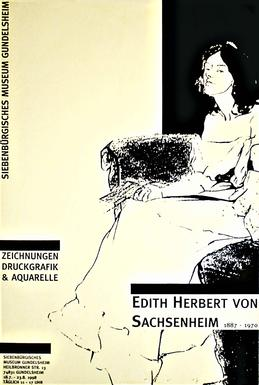
Az Erdélyi Múzeum 1998-as kiállításának plakátja, Eleanor Garrett-Ward rajzával

1907-ben apja elhatározta, hogy lányát Münchenbe küldi, hogy ott folytassa tanulmányait, ott felvették a Képzőművészeti Egyetemre és elkezdett érdeklődni a portréművészet és a művészeti anatómia iránt. Egy évvel később, látogatni kezdte Moritz Heymann professzor művészi körét, ahol találkozott olyan művészekkel, akik rokonszenveztek a Jugend csoporttal. Edith ebből az időszakból származó munkái, mint például a Sitzender Halbakt (“Ülő Félakt”) vagy barátjának, Eleanor Garrett-Wardnak a portréja, jól mutatják törekvését arra, hogy leküzdje az Akadémia régimódi művészeti felfogásait.  Ezekben, csakúgy, mint ennek a kreatív korszakának összes többi darabjában, megjelenik a szecesszió elegáns, lendületes vonalvezetése és széles színhasználata. Bár az iskolai szünetekre hazatért, három évet tanult Münchenben. 1911-ben Edith visszatért Erdélybe, és a brassói galériában megjelent első kiállítása.
1912-ben feleségül ment Dr. Franz Herfurth-hoz, akivel Ausztriába költözött, itt töltötte az első világháború éveit, majd 1918-ban visszaköltözött Brassóba. Három gyermeke született, Editha, Günther és Eva, de családi kötelezettségei egy ideig korlátozták művészi törekvéseit. A házasság tönkrement; 1926-ban elváltak és a következő évben Edith feleségül ment gyerekkori barátjához, Ludwig Herbert professzorhoz. Második férje sem segítette Edith művészi munkáját, és Edith továbbra is anyai teendőit folytatta, valamint elkezdett angoltanárként dolgozni. Ludwig sajnálatos módon, 51 évesen, 1936-ban szívrohamban elhunyt.
Ezt a fájdalmas eseményt követően, Edith Dél-Németországba költözött, hogy közel legyen ott élő lányaihoz, valamint eltöltött egy kis időt Lengyelországban, majd visszament Dél-Németországba a második világháború hátralévő éveire. Ahol tudott, festett, főként akvarelleket azokról a helyekről, ahol élt, és amelyeket meglátogatott. Ez új korszakot nyitott művészetében, feladta a modernizmust és a szigorúan objektív, realista ábrázolásmódra korlátozta művészetét. 1946-ig művészetet tanított különböző iskolákban és szabadidejében festegetett. 1946 januárjában meghalt a fia, Günther, ugyanezen év augusztusában idősebb lányához költözött az ausztriai Grazba.  Újabb kreatív időszak következett 1948-ban, amikor egy sor akvarellt alkotott Graz környékén és egy zürichi látogatás alkalmával, ezekre valamennyire hatással volt a korábban említett korai találkozása Turner művészetével. 1952-ben egy akvarell tájképe ezüstdíjat nyert a Foyles Könyvesbolt Nemzetközi Művészek Versenyében.

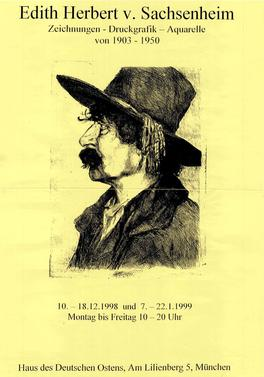
A Haus des Deutschen Ostens 1999-es kiállításának plakátja az Olasz férfi kalapban című rajzzal

1955-ben Londonba, Angliába költözött Eva lányához. Itt portrékat (köztük lánya családjáét) és főként rózsákat festett. 1957-ben elkészítette és kiállította az Egy kislány Krakkóból című rajzát a Portréfestők Királyi Társaságánál. A kiállítás beutazta az egész országot.
Edith 82 évesen, 1970-ben hunyt el. Életében több mint 200 festményt, rajzot és litográfiát alkotott, melyek most múzeumokban, illetve szerte Európában barátok és rokonok tulajdonában vannak. 1998-ban a németországi Gundelsheim Erdélyi Múzeuma retrospektív kiállítást nyitott és 50 festményét megvásárolta, melyek közül néhány a múzeum állandó kiállítási darabja. 1999-ben a Gundelsheim-gyűjteményt Münchenben is kiállították, a Haus des Deutschen Ostens épületében. 2001-ben a bécsi Hadtörténeti Múzeum megvásárolt három portrét első világháborús tisztekről, és ezeket kiállította.

## Művészi kortársai és barátai
- Arthur Coulin: egy barát Nagyszebenből, 1907-ben olajfestményt készített Edithről Nagyszebenben, amikor Edith 19 éves volt. A portré az Erdélyi Múzeumban található.[1]
- Ernst Honigberger: egy barát Nagyszebenből, szintén Münchenben tanult, ceruzarajzot készített a 20 éves Edithről 1908-ban. Ez ma a Gundelsheim Múzeumban található.
- Robert Wellman: egy barát Nagyszebenből, a család barátja lett és portrét készített Edith apjáról, Arthur Soterius von Sachsenheimről. Ez a család otthonában, Londonban található.
- Trude Schullerus: egy barát Nagyszebenből, szintén Münchenben tanult, és egész életében a család barátja maradt.